# 바투리테호저
바투리테호저(Coendou baturitensis)는 아메리카호저과에 속하는 설치류의 일종이다. 브라질 세아라주 바투리테 지역의 토착종이다. 초식 생활을 하는 중형 크기의 동물로 몸에 세 가지 색의 가시가 덮여 있다.